# Emma Jørgensen
Emma Aastrand Jørgensen (* 30. Januar 1996 in Bursø) ist eine dänische Kanutin.

## Karriere
Emma Jørgensen gewann ihre erste internationale Medaille im Jahr 2014, als sie in Moskau im Zweier-Kajak mit Henriette Engel Hansen auf der 1000-Meter-Distanz sogleich Weltmeisterin wurde. Während sie 2015 ohne Medaillengewinn blieb, folgte ein weiterer großer Erfolg schon im Jahr 2016. Bei den Olympischen Spielen 2016 in Rio de Janeiro startete sie in zwei Disziplinen. Im Einer-Kajak über 500 Meter erreichte sie nach zweiten Plätzen im Vorlauf und dem Halbfinale den Endlauf, den sie ebenfalls auf dem zweiten Platz abschloss. Mit fast zwei Sekunden Rückstand auf die Olympiasiegerin Danuta Kozák sicherte sich Jørgensen die Silbermedaille, nachdem sie sich im Fotofinish gegen Lisa Carrington mit 46 Tausendstel Sekunden Vorsprung durchgesetzt hatte. Die Konkurrenz im Vierer-Kajak auf der 500-Meter-Strecke verlief vergleichsweise weniger erfolgreich. Zwar erreichte Jørgensen auch in dieser Disziplin den Endlauf, kam in diesem aber nicht über den sechsten Platz hinaus, mit knapp zwei Sekunden Rückstand auf den Bronzerang. Im selben Jahr gewann sie in Moskau im Einer-Kajak über 500 Meter die Bronzemedaille bei den Europameisterschaften.
2017 belegte Jørgensen in Plowdiw bei den Europameisterschaften über 200 Meter im Einer-Kajak den zweiten Rang und wiederholte diesen Erfolg auch bei den Weltmeisterschaften in Račice u Štětí. Dort gewann sie außerdem auf der 500-Meter-Strecke Bronze. Im Jahr darauf schloss sie die Weltmeisterschaften in Montemor-o-Velho auf der 200-Meter-Distanz erneut auf dem zweiten Platz ab, während sie auf derselben Strecke in Belgrad bei den Europameisterschaften im Gegensatz zum Vorjahr diesmal nur Dritte wurde. Eine weitere Bronzemedaille gewann Jørgensen 2019 in Szeged bei den Weltmeisterschaften, als sie auf der 200-Meter-Distanz den dritten Platz belegte. Ein weiterer Karrierehöhepunkt gelang ihr im selben Jahr bei den Europaspielen in Minsk. Auf der 500-Meter-Strecke sicherte sie sich einmal mehr Bronze, ehe sie auf der 200-Meter-Sprintdistanz die Goldmedaille gewann.
Über die 200- und die 500-Meter-Distanz wurde Jørgensen bei den 2021 ausgetragenen Olympischen Spielen 2020 in Tokio jeweils Dritte und gewann die Bronzemedaille. Während der Schlussfeier war sie die Fahnenträgerin ihrer Nation. Bei den Weltmeisterschaften 2023 in Duisburg sicherte sie sich im Einer-Kajak über 500 Meter die Silbermedaille und wurde im Zweier-Kajak mit Frederikke Matthiesen über dieselbe Distanz Weltmeisterin. Be den Olympischen Spielen 2024 in Paris gewann sie im Einer-Kajak über 500 Meter wie schon 2020 hinter Lisa Carrington und Tamara Csipes die Bronzemedaille.